# Raoul Cédras
Raoul Cédras, né le 9 juillet 1949 à Jérémie en Haïti, est un militaire et homme politique haïtien; il fut le chef de la junte militaire qui déposa le président élu Jean-Bertrand Aristide en 1991.

## Biographie
D'origine française, Joseph Raoul Cédras est un lieutenant-général de l'armée haïtienne qui a dirigé le pays de 1991 à 1994 après un coup d'État ayant conduit Jean-Bertrand Aristide à s'exiler aux États-Unis. Des groupes de défense des droits de l'homme ont accusé Raoul Cédras du massacre de milliers de personnes par ses unités paramilitaires les FAdH (Forces armées d'Haïti) et le FRAPH (Front révolutionnaire armé pour le progrès d'Haïti), notamment lors du massacre de Raboteau. Fortement critiqué par l'administration de Bill Clinton, il est forcé à quitter le pouvoir sous la menace d'une intervention militaire américaine. Raoul Cédras part donc en octobre 1994 pour Panama et Jean-Bertrand Aristide retrouve le pouvoir.
Raoul Cédras est condamné par contumace en novembre 2000 par la justice haïtienne à la prison à perpétuité, peine qu'il ne purge pas en raison de son exil au Panama.